# Йиндржих Бржетислав
Йиндржих Бржети́слав (чеш. Jindřich Břetislav, умер 15 или 19 июня 1197, Хеб) — князь Чехии (1193 — 1197) из династии Пржемысловичей, племянник короля Владислава II.

## Биография
Йиндржих Бржетислав был сыном чешского княжича Йиндржиха, сына князя Чехии Владислава I. Получил образование в Париже и в 1182 году стал пражским епископом. Будучи крайне амбициозным человеком, Бржетислав пытался ликвидировать зависимость Пражской епархии от светской власти князя и освободить её от обязанности уплачивать налог.
В 1186 году он вступил в конфликт со своим двоюродным братом Депольтом II, отлучив того от церкви. Князь Чехии Фридрих вступился за Депольта, но епископ осмелился угрожать и ему. 
В начале 1187 года Бржетислав пожаловался на Фридриха императору Фридриху Барбароссе. Император вызвал князя в Регенсбург для разбирательств. Фридрих отказался явиться, заявив, что Бржетислав не имел права жаловаться на князя. Немецкое духовенство и император расценили поступок Фридриха как оскорбление и Бржетислав получил от императора документ, дававший ему независимость от светской власти. Как символ противостояния княжеской власти Йиндржих Бржетислав возвёл в тот период в Роуднице-над-Лабем мощный каменный замок в романском стиле, ставший резиденцией пражских епископов. До того момента никто кроме чешского князя не имел права возводить каменные замки.
Когда 9 сентября 1191 года умер князь Конрад II Ота, Бржетислав выступил в борьбе за престол против Вацлава II на стороне своего двоюродного брата Пршемысла Отакара I. В январе 1192 года он уехал к новому императору Генриху VI, чтобы просить чешский трон для Пршемысла Отакара. Епископ пообещал за это императору 6 тысяч марок серебром и император согласился.
Однако денег для выполнения договора у Бржетислава не было и он попытался сбежать в паломничество в Сантьяго-де-Компостела, но солдаты императора задержали его в Германии и заставили вернуться в Чехию. К осени 1192 года была выплачена лишь часть взятки и Бржетислав отправил императору Пршемысла Отакара в качестве заложника, однако после этого не торопился с вызволением родственника.
Наконец, в 1193 году император Генрих VI официально низложил Пршемысла Отакара и передал чешский престол Бржетиславу в обмен на новое обещание взятки в невероятную сумму 6 тысяч талантов серебра. Так Бржетислав соединил в своих руках высшую духовную и светскую власть в Чехии. В августе 1193 года он отправился в Чехию.
Здесь его встретили с негодованием, а сбежавший из имперских земель Пршемысл Отакар стал собирать войско. Однако знать в ключевой момент отвернулась от него и присягнула Бржетиславу. Пршемыслу Отакару остались верны лишь горожане Праги, которые защищали город почти до Рождества, а сам Пршемысл Отакар был вынужден бежать из страны.
Постепенно Бржетислав укреплял свою власть. Последний его противник, моравский маркграф Владислав Йиндржих, был пленен и привезен в Прагу, где жил под надзором. Бржетислав также помогал императору в борьбе с маркграфом Альбрехтом и принимал участие в несостоявшемся Крестовом походе, предпринятом Генрихом VI.
Из-за беспорядков в Неаполе поход сорвался, в это время Бржетислав уже был серьезно болен. 13 марта 1197 года в Прагу прибыл папский легат кардинал Петр Капуанский. Его задачей было получить поддержку в крестовом походе и проинспектировать чешское духовенство. Бржетислав вместе с легатом начал борьбу за возвращение духовенства к практике безбрачия. Князю становилось все хуже и этим решил воспользоваться Пршемысл Отакар. Его армия вторглась в Чехию, а Бржетислав был вынужден удалиться в Хеб, где и умер 15 июня 1197 года.
Бржетислав был похоронен Доксанском монастыре, где игуменьей была его сестра.